# Thoiré-sous-Contensor
Thoiré-sous-Contensor è un comune francese di 103 abitanti situato nel dipartimento della Sarthe nella regione dei Paesi della Loira.

## Società

### Evoluzione demografica
Abitanti censiti